# Лос-Гатос
Лос-Гатос (англ. Los Gatos) — місто (англ. city) в окрузі Санта-Клара, штат Каліфорнія, США. Населення — 33 529 осіб (2020).
Місто входить до Кремнієвої долини.

## Географія
Лос-Гатос розташований за координатами 37°13′59″ пн. ш. 121°57′4″ зх. д. / 37.23306° пн. ш. 121.95111° зх. д. (37.232976, -121.951066). За даними Бюро перепису населення США в 2010 році місто мало площу 28,90 км², з яких 28,70 км² — суходіл та 0,21 км² — водойми.

### Клімат
| Клімат : Лос-Гатос      | Клімат : Лос-Гатос | Клімат : Лос-Гатос | Клімат : Лос-Гатос | Клімат : Лос-Гатос | Клімат : Лос-Гатос | Клімат : Лос-Гатос | Клімат : Лос-Гатос | Клімат : Лос-Гатос | Клімат : Лос-Гатос | Клімат : Лос-Гатос | Клімат : Лос-Гатос | Клімат : Лос-Гатос | Клімат : Лос-Гатос |
| Показник                | Січ.               | Лют.               | Бер.               | Квіт.              | Трав.              | Черв.              | Лип.               | Серп.              | Вер.               | Жовт.              | Лист.              | Груд.              | Рік                |
| Абсолютний максимум, °C | 26,1               | 26,7               | 31,1               | 35,6               | 38,3               | 45,6               | 45,0               | 41,7               | 42,8               | 39,4               | 30,6               | 28,3               | 45,6               |
| Середній максимум, °C   | 15,6               | 16,7               | 18,9               | 21,7               | 24,4               | 27,8               | 29,4               | 29,4               | 28,3               | 24,4               | 18,3               | 16,1               | 23,9               |
| Середній мінімум, °C    | 3,9                | 5,0                | 6,1                | 6,7                | 8,9                | 11,1               | 12,8               | 12,8               | 11,7               | 9,4                | 5,6                | 3,9                | 10,0               |
| Абсолютний мінімум, °C  | −7,8               | −6,1               | −2,8               | −1,1               | 1,1                | 2,8                | 2,8                | 3,9                | 3,3                | −0,6               | −2,2               | −8,9               | −8,9               |
| Норма опадів, мм        | 130                | 119                | 99                 | 30                 | 13                 | 3                  | 3                  | 3                  | 5                  | 25                 | 64                 | 81                 | 574                |
| ----------------------- | ------------------ | ------------------ | ------------------ | ------------------ | ------------------ | ------------------ | ------------------ | ------------------ | ------------------ | ------------------ | ------------------ | ------------------ | ------------------ |

## Демографія
Згідно з переписом 2010 року в місті мешкало 29 413 осіб у 12 355 домогосподарствах у складі 7801 родини. Густота населення становила 1018 осіб/км². Було 13050 помешкань (452/км²).
Расовий склад населення:
| - 81,8 % — білих - 10,9 % — азіатів - 0,9 % — чорних або афроамериканців - 0,3 % — корінних американців - 0,2 % — вихідців з тихоокеанських островів - 1,6 % — осіб інших рас |

До двох чи більше рас належало 4,4 %. Частка іспаномовних становила 7,2 % від усіх жителів.
За віковим діапазоном населення розподілялося таким чином: 22,3 % — особи молодші 18 років, 59,8 % — особи у віці 18—64 років, 17,9 % — особи у віці 65 років та старші. Медіана віку мешканця становила 45,0 року. На 100 осіб жіночої статі у місті припадало 92,0 чоловіків;  на 100 жінок у віці від 18 років та старших — 88,0 чоловіків також старших 18 років.
Середній дохід на одне домашнє господарство  становив 179 431 долар США (медіана — 126 122), а середній дохід на одну сім'ю — 213 079 доларів (медіана — 157 701). Медіана доходів становила 133 240 доларів для чоловіків та 81 671 долар для жінок. За межею бідності перебувало 5,6 % осіб, у тому числі 5,1 % дітей у віці до 18 років та 6,1 % осіб у віці 65 років та старших.
Цивільне працевлаштоване населення становило 14 623 особи. Основні галузі зайнятості: науковці, спеціалісти, менеджери — 27,3 %, виробництво — 16,9 %, освіта, охорона здоров'я та соціальна допомога — 16,6 %.

## Промисловість
Такі компанії мають штаб-квартири в місті:
- Buongiorno
- Cryptic Studios
- Digital Media Academy
- ImageShack
- Imagic
- Netflix
- Smashwords

### Найбільші роботодавці
Згідно щорічного звіту міста, станом на 30 червня 2013 року, найбільшими роботодавцями були:
| # | Підприємство                                     | Кількість робітників |
| - | ------------------------------------------------ | -------------------- |
| 1 | Columbia Health Care Assoc/Mission Oaks Hospital | 2000                 |
| 2 | Netflix                                          | 900                  |
| 3 | El Camino Hospital, Los Gatos                    | 700                  |
| 4 | Los Gatos Union School District                  | 275                  |
| 5 | Los Gatos-Saratoga High School District          | 270                  |
| 6 | Safeway                                          | 250                  |
| 7 | Courtside Tennis Club                            | 200                  |
| 8 | Alain Pinel Realtors                             | 150                  |
| 9 | Місто Лос-Гатос                                  | 65                   |

## Відомі уродженці
- Джейсон Чейфетс (1967) — американський політик-республіканець, член Палати представників США від 3-го округу штату Юта з 2009 (голова Комітету Палати з нагляду та урядової реформи з 2015).

## Міста-побратими
- Jhonghe City, Тайвань
- Liaoyang, Китайська Народна Республіка
- Лістовел, Ірландія
- Таллінн, Естонія
- Zihuatanejo, Мексика